# بتهوون ۱۸۱۵
سیارک ۱۸۱۵ (به انگلیسی: Beethoven 1815، نامگذاری: 1932CE1) هزار و هشتصد و پانزدهمین سیارک کشف‌شده است که در ۲۷ ژانویهٔ ۱۹۳۲ و در هایدلبرگ کشف شد.
قدر مطلق سیارک برابر ۱۱٫۳۶ است.